# Electronic Gaming Monthly
Electronic Gaming Monthly (spesso abbreviato in EGM) è una rivista di videogiochi statunitense rilanciata dalla EGM Media, LLC. In precedenza era edita dalla Sendai Publications dal 1989, poi da Ziff Davis dal 1996 come parte del network 1UP, e pubblicava mensilmente (oltre a un occasionale tredicesimo numero per Natale).
EGM si concentra su notizie riguardanti gli attuali videogiochi sul mercato. Il numero della rivista pubblicato nel dicembre 2006 ha introdotto nuove sezioni, recensioni più ampie e una maggiore enfasi grafica sulla sigla del nome della rivista. Nel 1994 da EGM è nata una rivista parallela EGM2. EGM2 si concentrava maggiormente sui codici segreti e i trucchi dei giochi, oltre che mappe e guide. La rivista è in seguito diventata Expert Gamer, e infine la defunta GameNOW.
La pubblicazione di EGM è stata sospesa il 6 gennaio 2009, in seguito all'acquisizione degli elementi online del network 1UP da parte della Hearst Corporation. Fu annunciato che il numero della rivista uscito nel gennaio 2009 sarebbe stato l'ultimo di EGM. Il 29 maggio 2009, il fondatore di EGM Steve Harris ha annunciato di aver acquisito i diritti di pubblicazione e stampa on-line della rivista, che sarebbe stata rilanciata nella seconda metà del 2009. La pubblicazione ha effettivamente ripreso ad aprile 2010, passando a occuparsi anche di PC e cellulari, mentre in precedenza si occupava solo di console.

EGM Italia è stato pubblicato in Italia da Edizioni Star Comics S.r.l. dal 2001 al 2003.